# Oligoryzomys andinus
Oligoryzomys andinus és una espècie de mamífer rosegador de la família dels cricètids. Viu a altituds d'entre 1.700 i 4.000 msnm a Bolívia i el Perú. Els seus hàbitats naturals són els matollars humits i els camps de conreu. És una espècie en risc mínim, és a dir, no sembla que hi hagi cap amenaça significativa per a la seva supervivència. El seu nom específic, andinus, significa ‘andí’ en llatí.